# Пёсье (деревня, Москва)
Песье, также пишется Пёсье — деревня в Троицком административном округе Москвы (до 1 июля 2012 года была в составе Подольского района Московской области). Входит в состав поселения Щаповское.

## Население
| 1859 | 1890 | 1899 | 1926 | 2002 | 2006 | 2010 |
| ---- | ---- | ---- | ---- | ---- | ---- | ---- |
| 249  | ↘228 | ↘204 | ↗326 | ↘33  | ↘32  | ↗94  |

Согласно Всероссийской переписи, в 2002 году в деревне проживало 33 человека (16 мужчин и 17 женщин). По данным на 2005 год в деревне проживало 32 человека.

## География
Деревня Песье расположена в северо-восточной части Троицкого административного округа, примерно в 48 км к юго-западу от центра города Москвы, на реке Лубянке бассейна Пахры.
В 3 км юго-восточнее деревни проходит Варшавское шоссе, в 8 км к западу — Калужское шоссе А130, в 3 км к югу — Московское малое кольцо А107, в 10 км к востоку — линия Курского направления Московской железной дороги.
В деревне две улицы — Прудная и Южная, приписано два садоводческих товарищества (СНТ). Ближайшие населённые пункты — посёлок Щапово, деревни Иваньково и Александрово.
В полукилометре на север от деревни расположена основная площадка агропредпрития «Щапово» — молочно-животноводческая ферма Пёсье.

## История
Населённый пункт упоминается в писцовой книге 1627 года как сельцо Песье. Название, предположительно, произошло от антропонима. Во второй половине XVII века в селе уже была деревянная церковь Рождества Богородицы, время постройки которой неизвестно. С этого момента село упоминается в летописи как Рождественно, Песье тож. Начиная с переписи 1926 года фигурирует в документах как деревня Песье.

…за бояриномъ княземъ Володиміромъ Тимофеевичемъ Долгорукимъ, сельцо Песье, на рѣчкѣ Лубенкѣ, а въ сельцѣ дворъ его помѣщиковъ съ дѣловымъ человѣкомъ, дв. прикащиковъ, дв. дѣловаго человѣка и 3 дв. крестьянскихъ; а владѣетъ онъ, бояринъ кн. Володиміръ Долгоруковъ тѣмъ помѣстьемъ по ввозной грамотѣ 127 (1619) г.— Исторические материалы о церквах и сёлах XVI—XVIII ст.
В 1633 году владельцем села был думный дьяк Иван Грязев, в 1634 г. — Иван Гавренев, в 1669 г. — боярин Афанасий Лаврентьевич Ордин-Нащокин, в 1677—1678 гг. — его сын Воин Афанасьевич Ордин-Нащокин, в 1679 г. — думный дьяк Аверкий Кириллов, после смерти которого его сын Яков в 1693 году променял село в Донской монастырь Архимандриту Антонию.
В 1646 году в селе был двор вотчинников и 7 крестьянских дворов, в 1678 году — двор вотчинников, 4 двора задворных и 21 крестьянский двор, в 1704 году — монастырский, скотный и конюшенный дворы, а также 40 крестьянских дворов.
В «Списке населённых мест» 1862 года Рождественно (Песье) — казённая деревня 1-го стана Подольского уезда Московской губернии по правую сторону Московско-Варшавского шоссе, из Подольска в Малоярославец, в 11 верстах от уездного города и 20 верстах от становой квартиры, при речке Лубянке, с 37 дворами и 249 жителями (113 мужчин, 136 женщин).
По данным на 1890 год — деревня Красно-Пахорской волости Подольского уезда с 228 жителями.
В 1913 году — 46 дворов.
По материалам Всесоюзной переписи населения 1926 года — центр Пёсьевского сельсовета Красно-Пахорской волости Подольского уезда в 3,2 км от Варшавского шоссе и 11,7 км от станции Гривно Курской железной дороги, проживало 326 жителей (135 мужчин, 191 женщин), насчитывалось 59 крестьянских хозяйств, имелся агропункт.
1929—1946 гг. — населённый пункт в составе Красно-Пахорского района Московской области.
1946—1957 гг. — в составе Калининского района Московской области.
1957—1963, 1965—2012 гг. — в составе Подольского района Московской области.
1963—1965 гг. — в составе Ленинского укрупнённого сельского района Московской области.
С 2012 г. — в составе города Москвы.